# 西條辰義
西條 辰義（さいじょう たつよし、Tatsuyoshi Saijo、1952年8月6日 - ）は、日本の経済学者。香川県大川郡出身。
オハイオ州立大学経済学部講師、カルフォルニア大学サンタバーバラ校助教授、筑波大学社会工学系教授、大阪大学社会経済研究所教授、一橋大学経済研究所教授、高知工科大学マネジメント学部教授、人間文化研究機構総合地球環境学研究所特任教授などを経て京都先端科学大学フューチャー・デザイン研究センター・センター長。専門はフューチャー・デザイン、実験経済学、環境経済学など。メカニズムデザインの基本定理であるマスキンの定理を証明する。被験者を用いる実験を開始し、日本人が他国の人々と比較し、「いじわる」の度合いが強いことを発見。「実験社会科学（特定領域研究）」（2007-12年度）では、人文、社会、自然科学の研究者を含むチームを構築し、人間行動原理を特定の分野に偏ることなく解明する実験社会科学を提唱。気候変動枠組条約IPCC第四次評価報告書第三作業部会リードオーサーも務める。理論、実験研究を基礎に、機能する排出権取引の仕組みの提案。市場・民主制・科学という現在社会の3つの柱に将来を見る目がないため、将来を見る社会のデザインを開始する。「現在の利得が減るとしても，これが将来世代を豊かにするのなら，この意思決定・行動，さらにはそのように考えることそのものが私たちをより幸福にするというヒトの性質」を将来可能性と定義し、将来可能性を発揮する社会の仕組みのデザイン、実験、実践をフューチャー・デザインと命名。さまざまなメカニズムを開発し、それらを国内外で実験、実践中。

## 略歴

### 学歴
- 1965年 長尾町立長尾小学校（現さぬき市立長尾小学校）卒業
- 1968年 長尾町立長尾中学校（現さぬき市立長尾中学校）卒業
- 1971年 香川県立高松高等学校卒業
- 1975年 香川大学経済学部経済学科卒業
- 1978年 一橋大学大学院経済学研究科修士課程修了、指導教官荒憲治郎[2]
- 1984年 カリフォルニア工科大学社会科学系客員大学院生
- 1985年 ミネソタ大学大学院博士課程修了、Ph.D.、一橋大学大学院経済学研究科博士課程退学
ミネソタ大学での指導教官はレオニード・ハーヴィッツ

### 研究歴
- 1985年 オハイオ州立大学経済学部講師
- 1986年 カリフォルニア大学サンタバーバラ校経済学部助教授
- 1988年 筑波大学社会工学系講師 
1989年 セントルイス・ワシントン大学政治経済研究所研究員、カリフォルニア大学サンタバーバラ校経済学部客員助教授
- 1991年 筑波大学社会工学系助教授
1992年 一橋大学経済学部非常勤講師
1994年 大阪大学社会経済研究所客員助教授
- 1995年 大阪大学社会経済研究所併任助教授、同教授兼筑波大学社会工学系併任教授（現・環境イノベーションデザインセンター，特任教授）
1996年 京都大学経済研究所非常勤講師
1998年 鹿児島大学法文学部人文社会科学研究科非常勤講師
1999年 デューク大学経済学部ラショナル・チョイス・センター客員研究員、岡山大学経済学部、信州大学経済学部、大阪外国語大学外国語部非常勤講師
2001年 独立行政法人経済産業研究所ファカルティフェロー、関西大学経済学部非常勤講師
- 2002年 カリフォルニア工科大学人文社会科学系研究員
2003年 東京工業品取引所市場構造研究所リサーチ・ディレクター
- 2006年 大阪大学サステイナビリティサイエンス研究機構教授兼任
2007年 カリフォルニア大学ロサンゼルス校CASSEL研究員
2008年 Economic Science Association執行委員、日本学術会議連携会員
2010年 大阪大学環境イノベーションデザインセンター教授兼任、Economic Science Association 副会長（アジア・環太平洋地区担当）
2012年 独立行政法人産業技術総合研究所安全科学研究部門評価委員
- 2013年 高知工科大学マネジメント学部教授、大阪大学環境イノベーションデザインセンター特任教授
2014年 一橋大学経済研究所客員教授、第23期日本学術会議会員、独立行政法人科学技術振興機構戦略的創造研究推進事業領域アドバイザー
- 2015年 一橋大学経済研究所教授
- 2016年 一橋大学定年退職、高知工科大学学経済マネジメント学群教授・フューチャー・デザイン研究センター教授[3]、一橋大学経済研究所客員教授[4][3][5]
2017年 人間文化研究機構総合地球環境学研究所特任教授[3]
- 2017年　高知工科大学フューチャー・デザイン研究所所長

　　　2018年 東京財団政策研究所主任研究員
　　　2019年 高知工科大学主幹教授
　　　2020年 日本学術会議連携会員・高知工科大学フューチャー・デザイン研究所特任教授
　　　2021年 東京財団政策研究所研究主幹
- 2021年 一般社団法人フューチャー・デザイン代表理事
- 2023年 京都先端科学大学国際学術研究院・特任教授

## 著書
- （西條辰義）『フューチャー・デザイン』日経BP 近刊

### 編著
- （宮田晃碩・松葉類）『フューチャー・デザインと哲学 世代を超えた対話』勁草書房、2021年10月 ISBN 978-4-326-15481-4

- Future Design，Springer 2020年  ISBN 978-981-15-5407-0
- 『フューチャー・デザイン 七世代先を見据えた社会』 勁草書房、2015年4月 ISBN 978-4-326-55073-9